# Dysithamnus occidentalis
Formigueiro-ocidental ou choquinha-bicolor (Dysithamnus occidentalis) é uma espécie de ave da família Thamnophilidae.
Pode ser encontrada nos seguintes países: Colômbia e Equador.
Os seus habitats naturais são: regiões subtropicais ou tropicais húmidas de alta altitude.
Está ameaçada por perda de habitat.